# Magnus Darvell
Magnus Darvell (* 2. Juni 1982) ist ein schwedischer Mountainbike-, Cyclocross- und Straßenradrennfahrer.
Darvell wurde zwischen 2000 und 2014 insgesamt fünfmal schwedischer Radsportmeister. Im Jahr 2000 gewann er zusammen mit Daniel Söderström und Marcus Ljungqvist die Meisterschaft im Teamzeitfahren auf der Straße. 2007 gewann er den Titel im Mountainbike-Marathon und 2010 in der olympischen MTB-Disziplin Cross Country
wurde im Jahr 2000 schwedischer Meister im Teamzeitfahren mit Daniel Söderström und Marcus Ljungqvist. In der Saison 2007 wurde er auf dem Mountainbike schwedischer Meister im Marathon. Bei der nationalen Cross Country-Meisterschaft in Huskvarna belegte er jeweils den zweiten Platz im Einzel- und im Staffelwettbewerb. Seit Juni 2008 fährt Darvell für das lettische Continental Team Rietumu Bank-Riga. 2012 und 2013 wurde er Landesmeister im Cyclocross. 2012 gewann er das Solleröloppet.

## Erfolge
2000
- Schwedischer Meister – Teamzeitfahren

2007
- Schwedischer Meister – MTB-Marathon

2010
- Schwedischer Meister – MTB-Cross Country

2012
- Schwedischer Meister – Cyclocross

2013
- Schwedischer Meister – Cyclocross